# Эксергия
Эксергия — предельное (наибольшее или наименьшее) значение энергии, которое может быть полезным образом использовано (получено или затрачено) в термодинамическом процессе с учётом ограничений, накладываемых законами термодинамики; та максимальная работа, которую может совершить макроскопическая система при квазистатическом переходе из заданного состояния в состояние равновесия с окружающей средой (эксергия процесса положительна), или та минимальная работа, которую необходимо затратить на квазистатический переход системы из состояния равновесия с окружающей средой в заданное состояние (эксергия процесса отрицательна).
Разность между изменением энергии в процессе и эксергией процесса, то есть та часть энергии, которая не может быть преобразована в эксергию, носит название анергии. Из закона сохранения энергии следует, что при любом преобразовании энергии сумма эксергии и анергии процесса остаётся неизменной.
Сравнивая эксергию — характеристику идеального квазистатического процесса — с полученной/затраченной в реальном неравновесном процессе энергией, делают вывод о степени термодинамического совершенства процесса.
В отличие от энергии, эксергия и анергия зависят не только от параметров системы, но также от параметров окружающей среды и характеристик рассматриваемого процесса, то есть и эксергия, и анергия не являются параметрами состояния системы, а представляют собой параметры процесса, совершаемого системой, и следует говорить об эксергии процесса и анергии процесса.
Достаточно часто при неизменности состояния окружающей среды эксергию и анергию можно выразить через функции состояния системы, соответственно они ведут себя как функции состояния, к каковым их и принято в таких ситуациях условно причислять. Встретив в литературе фразы: «Энергия системы складывается из эксергии и анергии», «Второй закон термодинамики позволяет выделить 2 формы энергии: анергию и эксергию», «В идеальном обратимом процессе будет получена работа, равная убыли эксергии», — в которых использованы термины эксергия системы и анергия системы, следует вспомнить об условности отнесения этих термодинамических величин к функциям состояния, т. е. к характеристикам не процесса, а системы.
Когда параметры рабочего тела такие же, как у окружающей среды и термодинамический процесс невозможен, эксергия рабочего тела, рассматриваемая как условная функция состояния, равна нулю. Эксергия может быть получена только из источников с параметрами, отличными от параметров окружающей среды, эксергия которой всегда равна нулю: никакими методами нельзя заставить окружающую среду совершать работу.
Для промышленных установок в качестве окружающей среды обычно принимают атмосферный воздух. Для установок, работающих на открытом воздухе, температура которого зависит от времени суток и времени года, необходимо либо выполнять расчёты для различных периодов, либо брать какую-то усредненную температуру окружающей среды.
Понятие анергии как условной функции состояния помогает осознать тот факт, что объективно существует «бесполезная» энергия (внутренняя энергия окружающей среды и внутренняя энергия систем, находящихся в равновесии с окружающей средой). Переход эксергии в анергию сопровождает всякий неравновесный процесс (диссипация энергии). Обратный переход анергии в эксергию невозможен, поэтому все попытки практического использования анергии — создания вечного двигателя второго рода — обречены на неудачу. Для получения эксергии необходимы природные ресурсы и оборудование. Для реализации технических процессов требуются затраты эксергии. Поэтому эксергия всегда имеет определенную стоимость. Анергия же в окружающей среде имеется в практически неограниченном количестве, бесплатна, но её ценность нулевая. Понимание сущности анергии позволяет при решении практических задач исключить из рассмотрения системы, функционирование которых основано на использовании анергии.

## Эксергетический анализ
Основополагающая идея эксергетического анализа заключается в использовании при анализе технических систем помимо энергии дополнительного показателя — эксергии: сравнение фактически совершённой работы с эксергией процесса позволяет судить об эффективности использования энергии в тепловой машине. Чем ближе энергетические показатели реального неравновесного процесса к эксергии процесса, тем совершеннее процесс и тем сложнее увеличить его эффективность.
Эксергетический анализ, учитывающий потери от неравновесности процессов в системе, позволяет выполнить как относительную (см. далее раздел Эксергетический КПД), так и абсолютную оценку степени термодинамического совершенства применяемых технологий по сравнению с анализом, основанном на энергетическом КПД. Эксергетический анализ служит теоретической базой энергосбережения, поскольку даёт возможность просто и наглядно определять степень совершенства процесса и источники потерь из-за неравновесности во всевозможных установках, а эксергетические показатели легко могут быть связаны с технико-экономическими. Принято считать, что при выборе основных принципов процесса можно выявить источники 40 % потерь энергии, при проектировании — еще 40 %. Таким образом, примерно на 80 % потерь на этапе производства воздействовать уже невозможно. Именно поэтому эксергетический анализ имеет особенно большое значение на стадиях эскизной проработки и проектирования системы.
Эксергетический анализ не исключает энергетического, основанного на составлении баланса энергии, а дополняет его. Эксергетический анализ приводит, естественно, к тем же результатам, что и рассмотрение задачи любым другим термодинамическим методом, например с помощью энтропии (энтропийный анализ), но более нагляден с инженерной точки зрения. Одно из основных достоинств эксергетического метода состоит в том, что он позволяет судить о степени совершенства процессов, протекающих внутри теплообменника или химического реактора, по внешней характеристике — разности эксергии на входе и выходе аппарата.
Используемые в эксергетическом анализе термины «потеря энергии» и «потеря эксергии» имеют принципиально разное содержание: первый означает невозможность использования энергии для достижения конкретной цели, второй — полное исчезновение эксергии, связанное с диссипацией (рассеянием) энергии.
Эксергетический анализ наиболее полезен в тех случаях, когда на первый план выступают термические процессы, например при анализе энергосберегающих технологий и оценке теплотехнической эффективности технологии использования топлива. В то же время не для каждой технической задачи существует потребность в эксергетическом анализе. Так, при использовании энергии для технологических нужд (выпарки, плавки металла и т. д.) эксергия теплоносителя не имеет прямого значения. Для анализа квазистатических процессов эксергетический анализ, учитывающий потери от неравновесности, естественно, не применяют.

## Эксергетический КПД
Эксергетический КПД — отношение фактически совершённой работы к её максимально возможному значению, т. е. к эксергии рассматриваемого процесса. Если обычный энергетический КПД показывает степень полезного использования энергии и позволяет сравнивать по этому показателю тепловые машины, то эксергетический КПД характеризует эффективность использования энергии (термодинамическое совершенство процесса) и отвечает на вопросы о теоретической возможности и практической целесообразности повышения эффективности тепловой машины: сравнительно небольшому значению энергетического КПД может соответствовать близкое к 100 % значение эксергетического КПД, когда дальнейшее повышение энергетического КПД невозможно из-за ограничений, накладываемых законами термодинамики. Значимое отклонение эксергетического КПД от единицы показывает наличие принципиально устранимых потерь эксергии, уменьшение которых возможно при более рациональном проведении процессов и использовании более совершенного оборудования.
Эксергетический КПД применим для анализа совершенства любых термодинамических процессов и любых теплотехнических устройств. Так, можно говорить об эксергетическом КПД цикла, комбинированной установки для выработки электричества и теплоты для целей теплофикации, теплообменного аппарата, тепловой изоляции и т. д.. Эксергетический КПД равновесных процессов равен 1.

## Неравновесность как источник работы
Любую теплоэнергетическую установку (ТЭУ) вместе с окружающей средой термодинамика рассматривает как изолированную систему. Внутри такой системы совершение работы возможно только тогда, когда система неравновесна; в случае перехода системы в состояние равновесия получение работы в ней оказывается невозможным (речь идёт о полном равновесии: механическом, термическом, химическом, электрическом и т. п.) Таким образом, возможность получения работы в системе определяются не запасом энергии в ней (энергия изолированной системы не меняется при любых процессах), а неравновесностью системы, то есть наличием разности давлений, температур, электрических потенциалов и т. д.
В качестве примера рассмотрим баллон, заполненный сжатым воздухом с той же температурой, что и атмосферный. Система, состоящая из атмосферного воздуха (внешней среды) и воздуха в баллоне, находится в термическом равновесии, но в ней отсутствует механическое равновесие, и это позволяет в данной системе получить работу посредством любого воздушного двигателя.
Ещё один пример. Пусть систему образуют внешняя среда и тело с высокой температурой. При наличии механического равновесия в такой системе отсутствует равновесие термическое, что позволяет получить работу с помощью теплового двигателя, использующего в качестве энергоотдатчика тело с высокой температурой и в качестве энергоприёмника внешнюю среду.
В обоих случаях возможности получения работы исчерпываются, когда система приходит в состояние термодинамического равновесия. Но система может прийти в равновесное состояние и без совершения полезной работы: воздух из баллона можно выпустить в атмосферу, просто открыв кран; при термическом взаимодействии с внешней средой горячее тело охладится само.
При переходе системы из неравновесного состояния в равновесное полезная работа зависит от характера такого перехода. Наибольшей работа будет в том случае, когда отсутствуют потери на трение, а рабочие циклы ТЭУ имеют максимальные значения КПД.
Таким образом:
- изолированная система способна к производству работы только в том случае, когда она не находится в состоянии термодинамического равновесия;
- работоспособность системы исчерпывается и становится нулевой при достижении ею равновесного состояния;
- наибольшая возможная работа при переходе системы из исходного неравновесного состояния в конечное равновесное будет получена тогда, когда все процессы, связанные с преобразованием энергии, есть процессы квазистатические.

## Виды эксергии
Эксергию можно поделить на эксергию процессов, не характеризуемых энтропией (механических, электрических, ядерных и др.), равную изменению энергии (кинетической, например) в этих процессах, и термодинамическую эксергию процессов, характеризуемых энтропией. Для таких процессов эксергия есть мера технической работоспособности термодинамической системы.
Выделяют следующие составляющие эксергии:
- механическую (деформационную), зависящую от давления;
- термическую, зависящую от температуры;
- концентрационную, зависящую от разности концентраций веществ в системе и в окружающей среде;
- реакционную, обусловленную возможностью химических реакций между веществами системы и окружающей среды.

Термодинамическую эксергию подразделяют на виды эксергии либо по характеру термодинамических процессов (незамкнутых и циклических), либо по типу термодинамических систем, в которых протекают эти процессы. При классификации по характеру процесса различают:
- термомеханическую эксергию (термодеформационная эксергия[34], физическая эксергия[33]), складывающуюся из механической и термической составляющих эксергии;
- эксергию потока энергии[33] (эксергия теплового потока[35], эксергия теплоты[36][37], термическая эксергия[38]);
- химическую (нулевую) эксергию[33], складывающуюся из концентрационной и реакционной составляющих эксергии;
- эксергию излучения[33].

При классификации видов эксергии по типу термодинамических систем исходят из наличия или отсутствия в этих системах дополнительных — помимо рабочего тела и окружающей среды — источников/приёмников энергии и различают:
- эксергию в объёме рабочего тела (эксергия вещества в замкнутом объёме[42][33], беспотоковая эксергия рабочего тела постоянной массы, эксергия неподвижного тела, эксергия закрытой системы);
- эксергию в потоке рабочего тела (эксергия потока[43], эксергия потока вещества[44][33], эксергия потока рабочего тела[45]);
- эксергию потока энергии в системах с дополнительными источниками/приёмниками энергии.

Для большей наглядности классификация видов эксергии с указанием её составляющих представлена в таблице:

## Эксергия в объёме
Эксергию в объёме используют для описания однократного процесса конечной продолжительности при отсутствии иных, помимо окружающей среды с неизменными давлением P0 и температурой T0, источников энергии. Единственность энергетического резервуара означает, что рассматриваемый процесс не может быть замкнутым (циклическим). Эксергия в объёме складывается из эксергии термомеханической, эксергии химической (в реакторах периодического действия) и эксергии излучения. Для термодеформационной системы эксергию в объёме Ex можно найти по формуле
| {\displaystyle E_{x}=(U-U_{0})-T_{0}(S-S_{0})-P_{0}(V_{0}-V)=(H-H_{0})-T_{0}(S-S_{0}),} | (Эксергия в объёме и в потоке) |

где U, H, S и V — соответственно внутренняя энергия, энтальпия, энтропия и объём рабочего тела, причём величины без индекса относятся к его начальному состоянию, а величины с индексом 0 — к конечному. Из этой формулы следует, что эксергия в объёме есть условная функция состояния системы.
Примером процесса, в котором требуется учитывать только термомеханическую эксергию, служит расширение сжатого газа с давлением P1 и температурой T1 из ёмкости (газового баллона) в окружающую среду. Для простоты примем, что баллон заполнен сжатым воздухом с той же температурой, что и атмосферный. Изображённая на рисунке ниже P—V-диаграмма медленного (для соблюдения изотермичности процесса) стравливания газа из баллона в атмосферу соответствует случаю, когда на протяжении всего процесса имеет место термическое (T = T0), но не механическое (P > P0) равновесие между системой и окружающей средой. В конечном состоянии 0 рассматриваемое рабочее тело имеет параметры окружающей среды:
Единственный возможный квазистатический процесс между состояниями 1 и 0 при наличии только одного энергетического резервуара — расширение газа по изотерме T0. На диаграмме работе этого процесса соответствует площадь фигуры 1—0—b—a—1. Работа, соответствующая площади прямоугольника a—c—0—b—a, затрачена на вытеснение среды и полезной не является. Поэтому эксергии — максимально возможной полезной работе, равной разности всей произведенной работы и работы, затраченной на вытеснение среды, — соответствует площадь фигуры 1—0—с—1.
Для изображения как прямого (расширение), так и обратного (сжатие) процесса при эксергетическом анализе используют одну и ту же P—V-диаграмму, имея в виду, что эксергия сжатия отрицательна.

## Эксергия в потоке
Эксергию в потоке используют для описания незамкнутого стационарного процесса неопределённой продолжительности при отсутствии иных, помимо окружающей среды с неизменными давлением P0 и температурой T0, источников энергии. Представим себе некоторую область, ограниченную контрольными поверхностями (часть тепловой машины или технологического аппарата), в которой совершается какое-то физическое и/или химическое превращение. Стационарность процесса предполагает, что в систему через одну из контрольных поверхностей поступает определённое количество вещества с давлением P1 и температурой T1, а через другую отводится то же количество вещества с давлением P2 и температурой T2. Формула для вычисления эксергии в потоке приведена выше, однако, поскольку речь идёт о потоке, под входящими в неё величинами U, H, S и V понимают удельные (то есть отнесённые к единице массы рабочего тела) значения соответственно внутренней энергии, энтальпии, энтропии и объёма рабочего тела. В это уравнение не включена эксергия кинетической энергии потока, равная самой этой энергии, так как при желании это легко сделать, а обычно нас гораздо больше интересует, что можно получить за счет изменения параметров вещества.
Эксергия в потоке есть условная функция состояния системы. При механическом равновесии тела с внешней средой эксергия в потоке и эксергия в объеме численно равны.
Понятие эксергии в потоке полезно в тех случаях, когда в теплосиловой установке используют непрерывный поток рабочего тела (вода и её пар в паротурбинных установках, воздух и продукты сгорания в газотурбинных установках и реактивных двигателях и т. п.). Разность значений эксергии на входе и выходе установки равна сумме полезной работы и потерь; зная фактическую величину полезной работы, можно найти значение эксергетического КПД установки. Так реализуется одна из идей эксергетического метода анализа — возможность судить о потерях внутри аппарата по внешней характеристике — разности значений эксергии на входе в аппарат и на выходе из него.

## Эксергия потока энергии
Эксергию потока энергии (термическую эксергию) используют для описания процесса (как незамкнутого, так и циклического) в открытой или закрытой системе при наличии, помимо окружающей среды с неизменными давлением P0 и температурой T0, иных источников (приёмников) энергии. Термическая эксергия зависит от характера процесса подвода энергии к системе и даже условно не может рассматриваться как функция состояния.
В качестве примера вычисления эксергии рассмотрим простейший случай — нагрев (кривая 2—1) или охлаждение (кривая 1—2) рабочего тела постоянной массы, причём и начальная, и конечная температуры рабочего тела выше температуры окружающей среды Tu:
На рисунке T — температура, Tu — температура окружающей среды, S — энтропия. Эксергию процесса можно найти, выделив элементарное (бесконечно малое) изменение энтропии dS и выполнив интегрирование для всего интервала температур. Эксергии процесса соответствует площадь фигуры Tu—2—1—S—Tu под кривой нагрева/охлаждения. Эксергии нагрева и охлаждения численно равны, но отличаются знаками: эксергия нагрева отрицательна, тогда как эксергия процесса охлаждения положительна.
Реальные циклы ТЭУ связаны с подводом и отводом энергии при переменной температуре Примером может служить цикл котельного агрегата, в котором источником энергии служат газообразные продукты сгорания топлива. В котельном агрегате они при постоянном давлении охлаждаются, отдавая энергию воде и водяному пару, от температуры сгорания Т до (в пределе) температуры окружающей среды T0:
Рабочий цикл установки на T—S-диаграмме представляет собой криволинейный треугольник 0—1—2—0: рабочее тело получает энергию от продуктов сгорания по кривой 0—1, квазистатический переход от точки 1 до изотермы T0 должен происходить по идеальной адиабате 1—2, а квазистатически отдавать энергию окружающей среде рабочее тело может только по изотерме 2—0. Всякий другой цикл рабочего тела при использовании в качестве нагревателя продуктов сгорания не может быть квазистатическим.

## Химическая эксергия
Химическая (нулевая) эксергия связана с установлением равенства химических потенциалов между соответствующими компонентами вещества и окружающей среды и измеряется количеством полезной энергии, которая может быть получена в квазистатическом процессе достижения химического (концентрационного и реакционного) равновесия рабочего тела с окружающей средой с неизменными давлением P0 и температурой T0. В процессах разделения, смешения и растворения веществ, не сопровождающихся химическими превращениями, основной является концентрационная составляющая химической эксергии, в химических реакторах — реакционная составляющая.
Используемый иногда в отечественной литературе термин нулевая эксергия призван подчеркнуть, что значение эксергии процесса отсчитывается от начального (нулевого) состояния, характеризуемого параметрами окружающей среды.
В технической термодинамике основное внимание уделяют химической эксергии топлива, используемого в теплосиловых установках (в частности, двигателях внутреннего сгорания). Нахождение точного значения химической эксергии весьма трудоёмко. Приближённо принимают:
| {\displaystyle E_{x}=0.95H_{u},} | (для газообразных топлив) |

| {\displaystyle E_{x}=1.064H_{u},} | (для дизельного топлива) |

| {\displaystyle E_{x}=1.067H_{u},} | (для бензина) |

| {\displaystyle E_{x}=1.039H_{u}.} | (для керосина) |

Здесь Ex — химическая эксергия топлива; Hu — низшая энергия сгорания топлива (количество энергии, выделяющейся при сгорании единицы массы топлива, за вычетом энергии, затраченной на испарение образующейся при сгорании топлива воды).

## Эксергия излучения
Эксергия излучения зависит только от одного параметра окружающей среды — её температуры T0 — и определяется количеством полезной энергии, которую можно получить от излучения с температурой T в квазистатическом процессе приведения этого излучения в состояние равновесия с окружающей средой. Чтобы, не теряя в строгости выводов, сделать изложение более наглядным и упростить терминологию, будем говорить о приёмнике излучения (рабочем теле), находящемся в равновесии с окружающей средой. Плотность эксергии поглощаемого излучения для абсолютно чёрного рабочего тела с температурой T0 вычисляют по формуле
| {\displaystyle e_{x}={\frac {\alpha }{3}}(3T^{4}+{T_{0}}^{4}-4T_{0}T^{3}),} | (Плотность эксергии поглощаемого_излучения) |

а приходящуюся на единицу поверхности рабочего тела мощность эксергии находят по формуле
| {\displaystyle e_{xf}={\frac {\alpha c}{12}}(3T^{4}+{T_{0}}^{4}-4T_{0}T^{3}).} | (Мощность эксергии поглощаемого излучения, приходящаяся на единицу поверхности приёмника излучения) |

Здесь ex — плотность эксергии излучения, Дж/м3; exf — приходящаяся на единицу поверхности рабочего тела мощность эксергии излучения, Вт/м2; α— радиационная постоянная (7.5657·10−16 Дж·м−3·К−4); c — скорость света в вакууме (2.9979·108 м/с). Для серого рабочего тела найденные по приведённым формулам значения умножают на степень черноты поглощающей поверхности тела.
Эксергия излучения имеет нулевое значение при T = T0 и возрастает при отклонении Т от T0 в сторону как высоких, так и низких температур, сохраняя при этом положительное значение. Энергия и эксергия излучения всегда различны по величине, за исключением одной точки, соответствующей температуре T = 0.63T0. При T > 0.63T0 эксергия излучения меньше его энергии, а при T < 0.63T0 эксергия излучения больше его энергии.
Для монохроматического когерентного излучения (например, лазерного луча) эксергия излучения равна его энергии.

## Историческая справка
В 1889 г. Луи Жорж Гюи ввёл понятие технической работоспособности — максимальной технической работы, которую может совершить система при переходе из данного состояния в состояние равновесия с окружающей средой, а Аурель Стодола (1898) вывел методику анализа процессов в потоке за пределы чистой теории и применил введённое им понятие свободной технической энтальпии для теплотехнических расчетов. Теорема Гюи — Стодолы утверждает, что потеря энергии в системе за счёт неравновесности протекающих в ней процессов равна произведению температуры окружающей среды на изменение энтропии системы. Термин «эксергия» предложен в 1955 г. Зораном Рантом (1904–1972).